# 热基蒂巴
热基蒂巴是巴西米纳斯吉拉斯州的一个市镇。总面积446.01平方公里，总人口5491人，人口密度12.3人/平方公里。